# Tysk-österrikiska backhopparveckan 1999/2000
Tysk-österrikiska backhopparveckan 1999/2000 ingick i backhoppningsvärldscupen 1999/2000. Först hoppade man i Oberstdorf den 29 december, den 1 januari hoppade man i Garmisch-Partenkirchen och den 3 januari hoppade man i Innsbruck. Deltävlingen i Bischofshofen avslutade hoppveckan den 6 januari.

## Oberstdorf

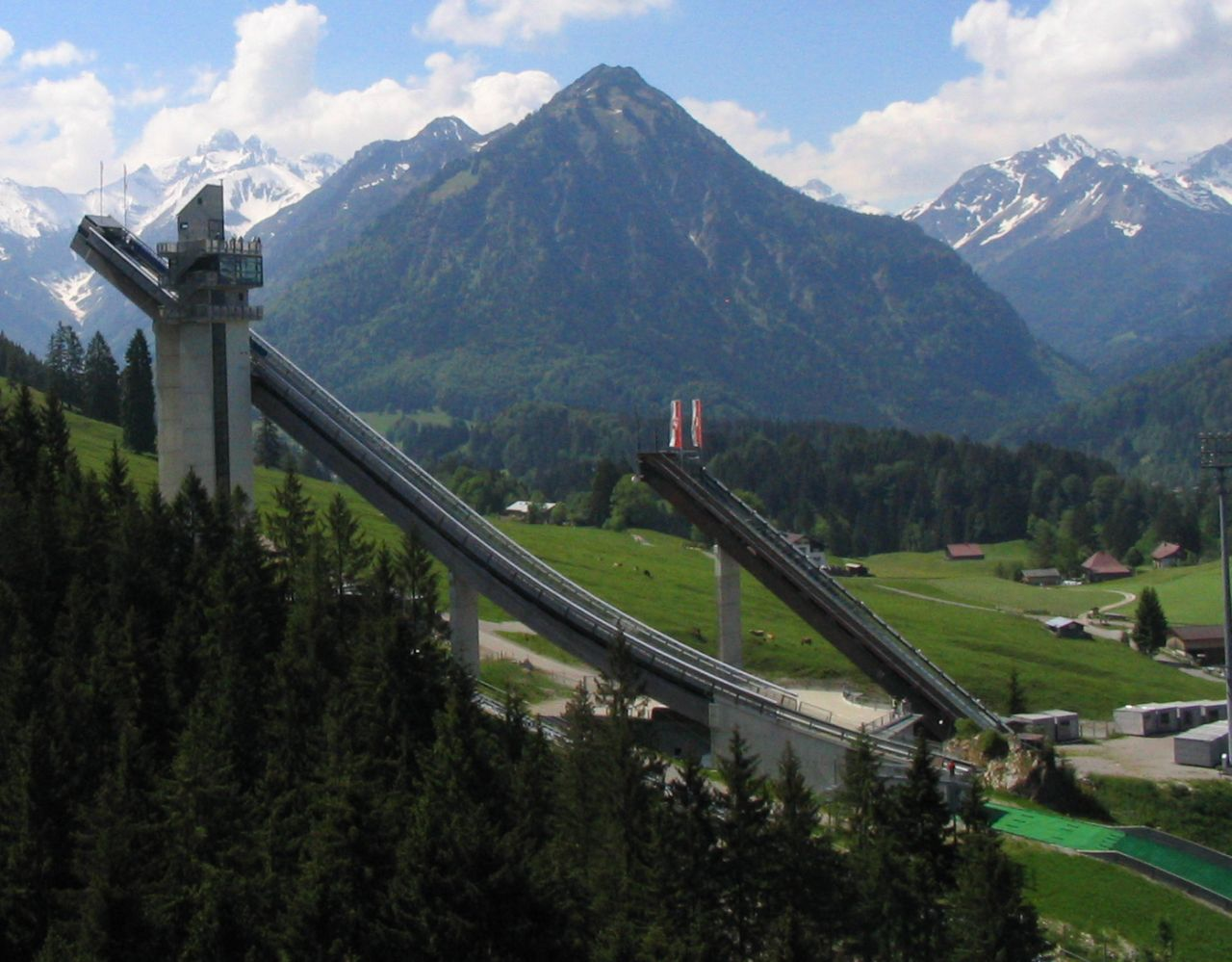
Backen i Oberstdorf

- Datum: 29 december 1999
- Land:  Tyskland

| Placering | Hoppare            | Land      | Poäng |
| --------- | ------------------ | --------- | ----- |
| 1         | Martin Schmitt     | Tyskland  | 243,0 |
| 2         | Andreas Goldberger | Österrike | 233,2 |
| 3         | Andreas Widhölzl   | Österrike | 227,5 |
| 4         | Sven Hannawald     | Tyskland  | 227,1 |
| 5         | Masahiko Harada    | Japan     | 224,0 |
| 6         | Janne Ahonen       | Finland   | 221,6 |
| 7         | Ville Kantee       | Finland   | 212,9 |
| 8         | Jani Soininen      | Finland   | 207,0 |
| 9         | Matti Hautamäki    | Finland   | 206,7 |
| 10        | Stefan Horngacher  | Österrike | 206,0 |
| 11        | Jussi Hautamäki    | Finland   | 202,5 |
| 12        | Mika Laitinen      | Finland   | 197,0 |
| 12        | Michael Uhrmann    | Tyskland  | 197,0 |
| 12        | Hideharu Miyahira  | Japan     | 197,0 |
| 15        | Lasse Ottesen      | Norge     | 196,6 |

## Garmisch-Partenkirchen

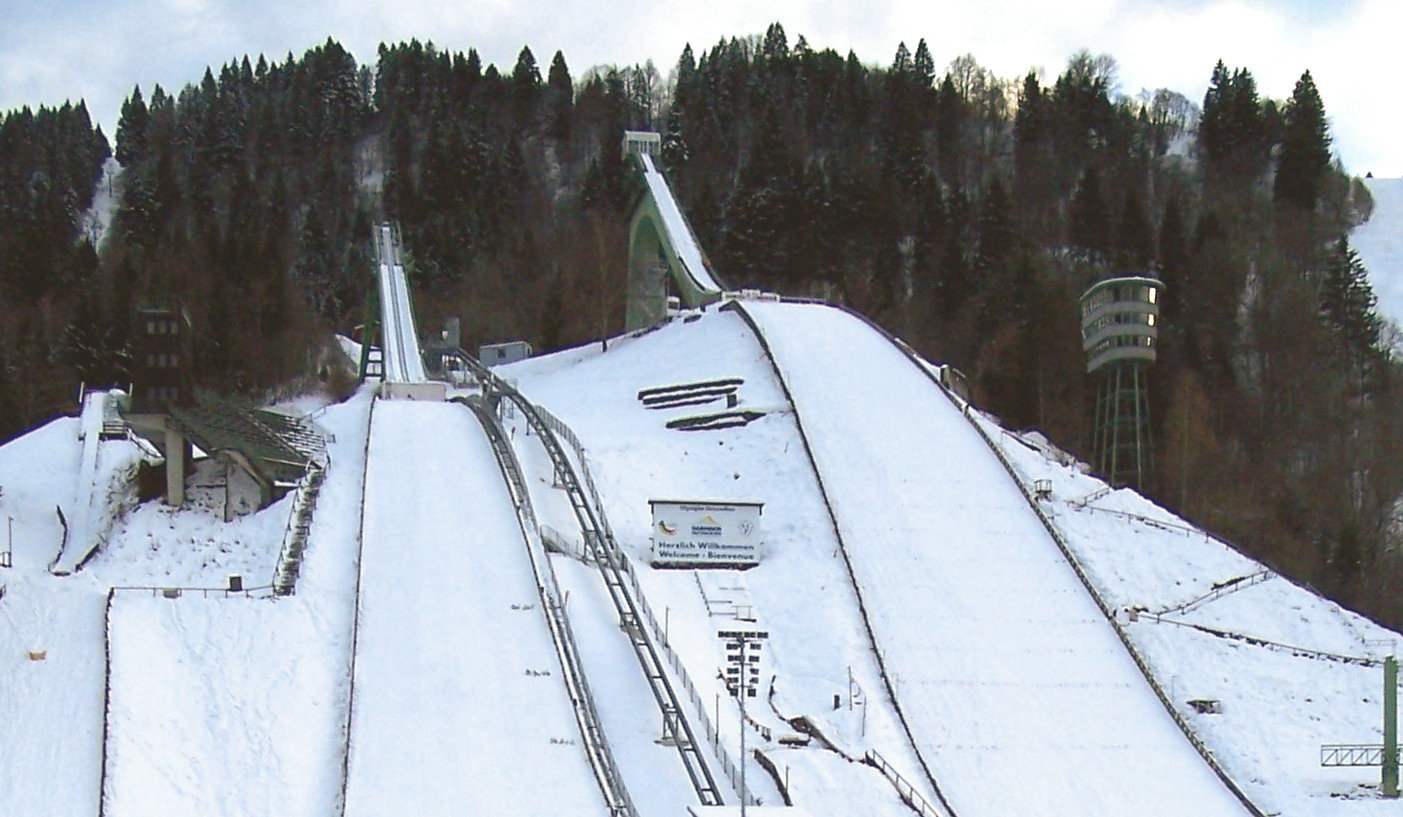
Backen i Garmisch-Partenkirchen

- Datum: 1 januari 2000
- Land:  Tyskland

| Placering | Hoppare            | Land      | Poäng |
| --------- | ------------------ | --------- | ----- |
| 1         | Andreas Widhölzl   | Österrike | 241,7 |
| 2         | Masahiko Harada    | Japan     | 231,9 |
| 3         | Janne Ahonen       | Finland   | 231,8 |
| 4         | Sven Hannawald     | Tyskland  | 228,6 |
| 5         | Andreas Goldberger | Österrike | 225,9 |
| 6         | Ville Kantee       | Finland   | 224,5 |
| 7         | Hideharu Miyahira  | Japan     | 223,4 |
| 7         | Nicolas Dessum     | Frankrike | 223,4 |
| 9         | Lasse Ottesen      | Norge     | 222,6 |
| 10        | Michal Doležal     | Tjeckien  | 220,1 |
| 11        | Martin Schmitt     | Tyskland  | 218,4 |
| 12        | Peter Žonta        | Slovenien | 216,6 |
| 13        | Jani Soininen      | Finland   | 211,2 |
| 14        | Kazuyoshi Funaki   | Japan     | 204,8 |
| 15        | Michael Uhrmann    | Tyskland  | 204,4 |

## Innsbruck

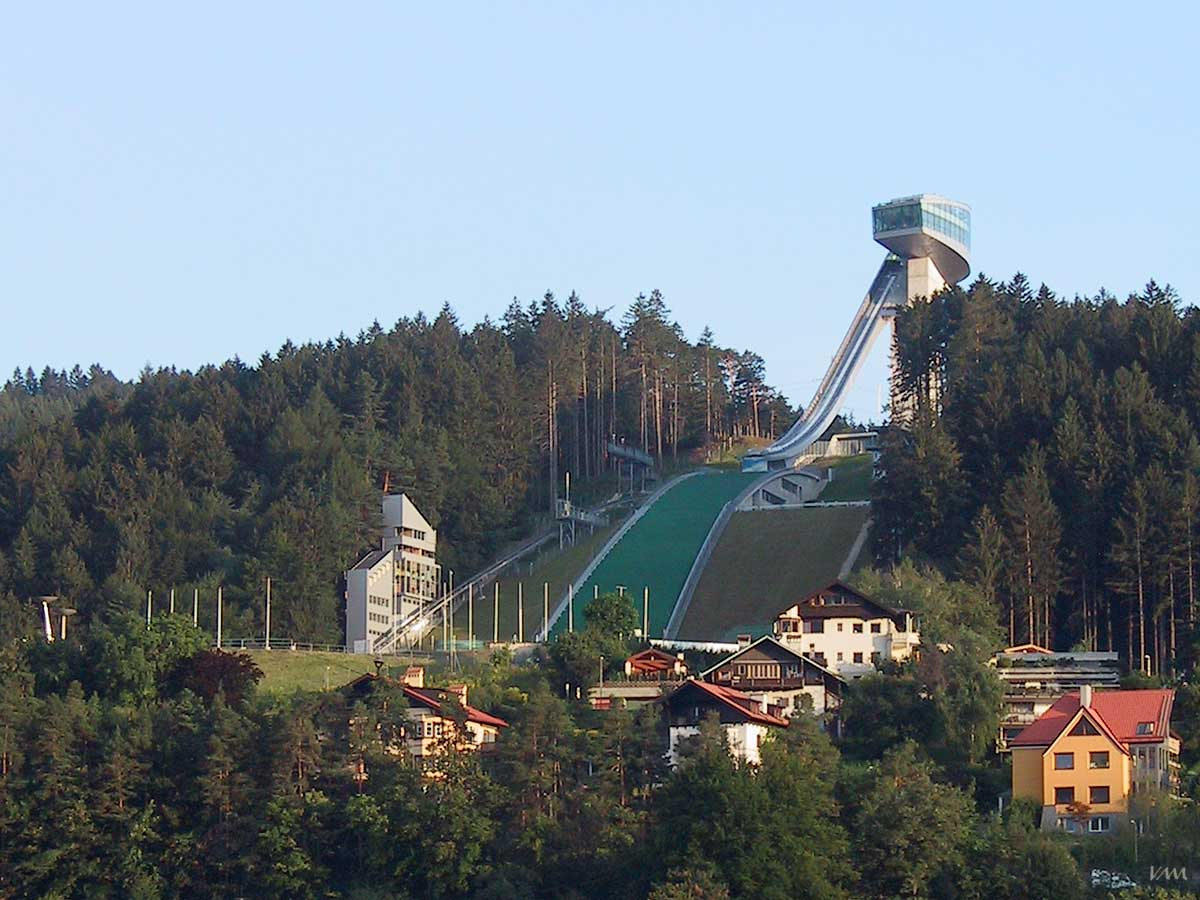
Backen i Innsbruck

- Datum: 3 januari 2000
- Land:  Österrike

| Placering | Hoppare            | Land      | Poäng |
| --------- | ------------------ | --------- | ----- |
| 1         | Andreas Widhölzl   | Österrike | 246,7 |
| 2         | Martin Schmitt     | Tyskland  | 240,1 |
| 3         | Janne Ahonen       | Finland   | 239,8 |
| 4         | Kazuyoshi Funaki   | Japan     | 239,2 |
| 5         | Hideharu Miyahira  | Japan     | 238,6 |
| 6         | Andreas Goldberger | Österrike | 233,2 |
| 7         | Sven Hannawald     | Tyskland  | 232,1 |
| 8         | Stefan Horngacher  | Österrike | 230,4 |
| 9         | Ville Kantee       | Finland   | 228,0 |
| 10        | Michal Doležal     | Tjeckien  | 225,7 |
| 11        | Lasse Ottesen      | Norge     | 224,6 |
| 12        | Masahiko Harada    | Japan     | 220,2 |
| 13        | Noriaki Kasai      | Japan     | 219,8 |
| 14        | Matti Hautamäki    | Finland   | 219,1 |
| 15        | Roar Ljøkelsøy     | Norge     | 217,5 |

## Bischofshofen

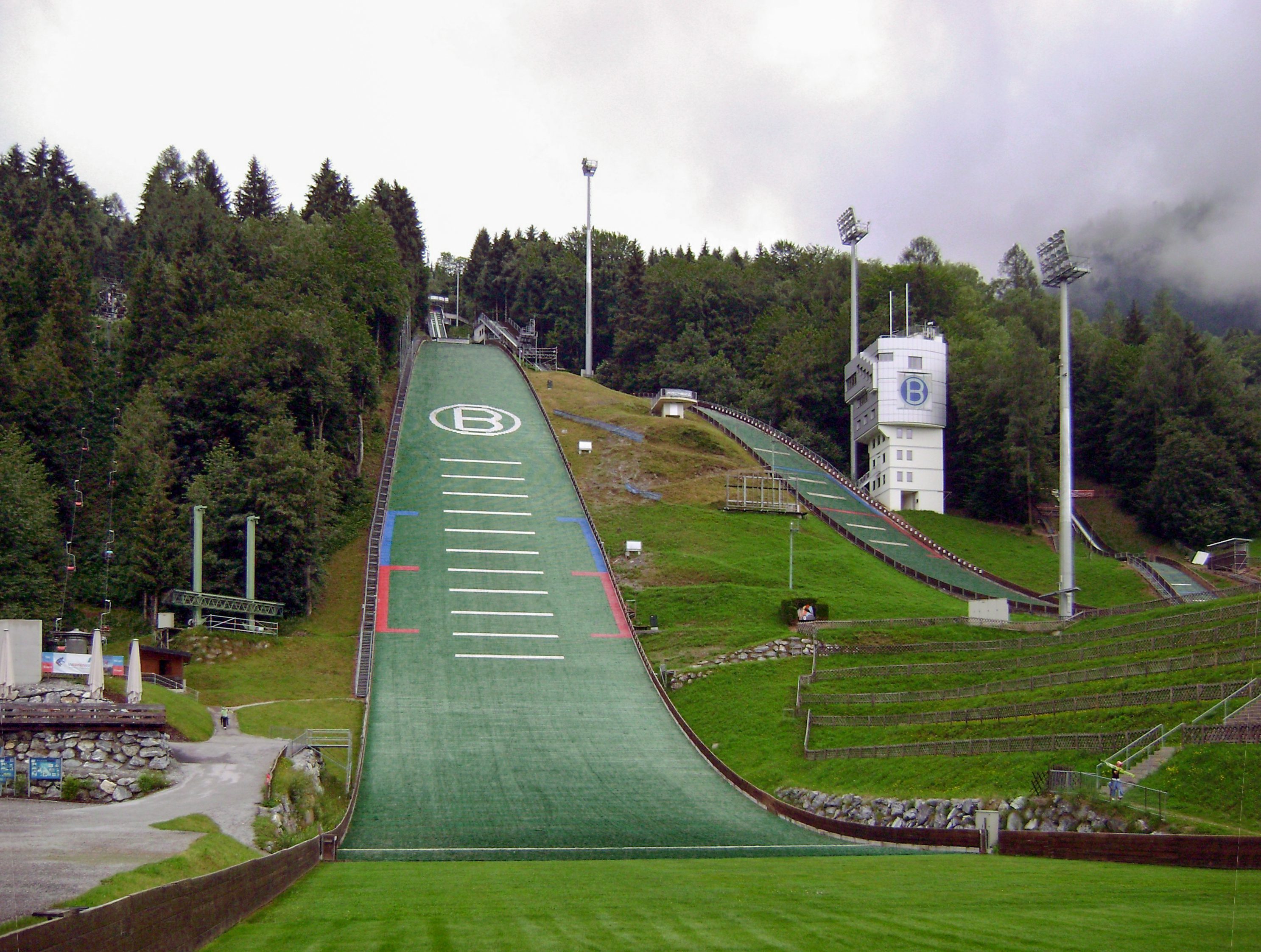
Backen i Bischofshofen

- Datum: 6 januari 2000
- Land:  Österrike

| Placering | Hoppare            | Land      | Poäng |
| --------- | ------------------ | --------- | ----- |
| 1         | Andreas Widhölzl   | Österrike | 271,9 |
| 2         | Janne Ahonen       | Finland   | 270,3 |
| 3         | Martin Schmitt     | Tyskland  | 259,0 |
| 4         | Sven Hannawald     | Tyskland  | 256,2 |
| 5         | Stefan Horngacher  | Österrike | 254,4 |
| 6         | Risto Jussilainen  | Finland   | 243,0 |
| 7         | Lasse Ottesen      | Norge     | 240,0 |
| 8         | Andreas Goldberger | Österrike | 238,6 |
| 9         | Hideharu Miyahira  | Japan     | 237,6 |
| 10        | Jani Soininen      | Finland   | 235,2 |
| 11        | Kazuyoshi Funaki   | Japan     | 228,4 |
| 12        | Peter Žonta        | Slovenien | 227,0 |
| 13        | Masahiko Harada    | Japan     | 226,8 |
| 14        | Michal Doležal     | Tjeckien  | 220,7 |
| 15        | Ville Kantee       | Finland   | 217,0 |

## Slutställning
| Placering | Hoppare            | Land      | Poäng |
| --------- | ------------------ | --------- | ----- |
| 1         | Andreas Widhölzl   | Österrike | 987,8 |
| 2         | Janne Ahonen       | Finland   | 963,5 |
| 3         | Martin Schmitt     | Tyskland  | 960,5 |
| 4         | Sven Hannawald     | Tyskland  | 944,0 |
| 5         | Andreas Goldberger | Österrike | 930,9 |
| 6         | Masahiko Harada    | Finland   | 902,9 |
| 7         | Hideharu Miyahira  | Norge     | 896,6 |
| 8         | Lasse Ottesen      | Österrike | 883,8 |
| 9         | Ville Kantee       | Japan     | 882,4 |
| 10        | Jani Soininen      | Finland   | 870,8 |